# Cybaeota
Genre
Cybaeota est un genre d'araignées aranéomorphes de la famille des Cybaeidae.

## Distribution
Les espèces de ce genre se rencontrent aux États-Unis, au Canada et en Canada.

## Liste des espèces
Selon World Spider Catalog (version 21.5, 09/01/2021) :
- Cybaeota calcarata (Emerton, 1911)
- Cybaeota munda Chamberlin & Ivie, 1937
- Cybaeota nana Chamberlin & Ivie, 1937
- Cybaeota shastae Chamberlin & Ivie, 1937
- Cybaeota wesolowskae Marusik, Omelko & Koponen, 2020

## Publication originale
- Chamberlin & Ivie, 1933 : « A new genus in the family Agelenidae. » Bulletin of the University of Utah, vol. 23, no 5, p. 1-4 (texte intégral).